# Cá mú vây đen
Cá mú vây đen, tên khoa học là Triso dermopterus, là loài cá biển duy nhất thuộc chi Triso trong họ Cá mú. Loài cá này được mô tả lần đầu tiên vào năm 1842.

## Từ nguyên
Triso là từ viết tắt của Trisotropis, do loài T. dermopterus này từng được xếp vào chi Trisotropis (hiện là đồng nghĩa của chi Mycteroperca) trước khi được tách ra thành một chi như hiện tại; từ định danh dermopterus được ghép bởi hai âm tiết trong tiếng Hy Lạp cổ đại: dérma (δέρμα; "da, lông") và và pterón (πτερόν; "vây, cánh"), hàm ý đề cập đến  vây lưng, vây hậu môn và vây đuôi của loài cá này được bao phủ bởi lớp vảy nhỏ.

## Phạm vi phân bố và môi trường sống
Từ vùng biển phía nam Nhật Bản và bán đảo Triều Tiên, T. dermopterus được phân bố trải dài về nam đến đảo Đài Loan, Hồng Kông và tỉnh Phúc Kiến (Trung Quốc), xa hơn đến vùng bờ biển Việt Nam, cũng như ngoài khơi các bang Tây Úc và Queensland (Úc). Ở Việt Nam, T. dermopterus được ghi nhận tại bờ biển Đà Nẵng và vịnh Vân Phong (Khánh Hòa).
T. dermopterus thường được tìm thấy trên nền đáy có nhiều đá, cát hoặc bùn, độ sâu khoảng từ 20 đến 105 m.

## Mô tả
T. dermopterus có chiều dài cơ thể lớn nhất được ghi nhận là 68 cm. Cơ thể hình bầu dục, màu nâu sẫm hoặc xám đen, các vây sẫm màu hơn thân.
Số gai ở vây lưng: 11; Số tia vây ở vây lưng: 18–21; Số gai ở vây hậu môn: 3; Số tia vây ở vây hậu môn: 9–12; Số gai ở vây bụng: 1; Số tia vây ở vây bụng: 5.

## Phân loại học
T. dermopterus ban đầu được hai tác giả Temminck và Schlegel xếp vào chi Serranus, nhưng sau đó được David Starr Jordan và Robert E. Richardson chuyển sang chi Trisotropis (hiện là đồng nghĩa của chi Mycteroperca). Tuy nhiên, loài này có kiểu hình và chỉ số đếm (meristic) khác biệt hoàn toàn so với những loài trong chi Mycteroperca hay bất kỳ những chi còn lại trong tông Epinephelini. Do đó, một chi mới được lập ra trong tông này với tên gọi là Triso để xếp cho loài cá này vào năm 1989.
T. dermopterus sau đó một lần nữa được Ma và Craig chuyển sang chi Hyporthodus, do đó Triso là đồng nghĩa của Hyporthodus; tuy nhiên, các đặc điểm hình thái độc nhất ở loài này giúp xác định Triso hoàn toàn là một chi riêng biệt theo lời của Parenti và Randall.

## Thương mại
T. dermopterus chỉ được xem là một loài thủy sản không mong muốn (bycatch), không có giá trị thương mại cao. Loài này thường được đánh bắt thủ công hoặc bởi các tàu đánh cá. Ở ngoài khơi Nam Trung Quốc, T. dermopterus được báo cáo là một loài cá thực phẩm có thịt khá ngon.